# Sala Orive
La Sala Orive es una sala de exposiciones localizada en los jardines del palacio de Orive de Córdoba (España). Fue construida originalmente como sala capitular del convento de San Pablo, quedando inconclusa.

## Historia
La sala, iniciada en el siglo XVI por el arquitecto Hernán Ruiz II, fue construida originariamente como sala capitular del convento de San Pablo, aunque quedó inacabada y nunca llegó a utilizarse. En el 1755, el edificio se vio afectado por el terremoto de Lisboa, conservándose aún una gran grieta en uno de sus muros. En el siglo XIX, durante la Guerra de la Independencia, se utilizó la sala como prisión.
En 2006 comenzaron las obras para transformar la antigua sala capitular en sala de exposiciones. En estas obras se ha preservado la antigua sala en el estado inacabado y de ruina en el que estaba, incluyendo mechinales y grietas, añadiéndole un tejado de cristal así como un nuevo edificio anexo. Estas obras de rehabilitación concluyeron en el año 2008.